# سكوت ماكغريغور
سكوت ماكغريغور (بالإنجليزية: Scott McGregor)‏ مواليد 5 فبراير 1976، هو لاعب كرة سلة أسترالي بدأ مسيرته الاحترافية في سنة 1996. يبلغ طوله 6 قدم 7 1⁄2 بوصة (2.0 م).